# Eosentomon semiarmatum
Eosentomon semiarmatum är en urinsektsart som beskrevs av Denis 1927. Eosentomon semiarmatum ingår i släktet Eosentomon och familjen trakétrevfotingar. Inga underarter finns listade i Catalogue of Life.